# Copa Panamericana de Voleibol Femenino Sub-18
La Copa Panamericana de Voleibol Femenino Sub-18 o Copa Panamericana de Voleibol Femenino Menores es un torneo internacional de voleibol femenino. Es organizado por la Confederación Sudamericana de Voleibol y la NORCECA, y está dirigido a las selecciones nacionales de toda América (Norte, Sur y Centroamérica, y el Caribe) que integren jugadoras con un máximo de 18 años de edad. El evento se realiza de manera bienal.

## Historial
| N.º | Año  | Sede           |                |                      |                      |             |
| --- | ---- | -------------- | -------------- | -------------------- | -------------------- | ----------- |
| I   | 2011 | México         | Argentina      | México               | República Dominicana | Perú        |
| II  | 2013 | Guatemala      | Brasil         | Puerto Rico          | República Dominicana | Argentina   |
| III | 2015 | Cuba           | Argentina      | República Dominicana | Cuba                 | Puerto Rico |
| IV  | 2017 | Cuba           | Colombia       | Cuba                 | República Dominicana | Argentina   |
| V   | 2019 | México         | Perú           | Puerto Rico          | México               | Chile       |
| VI  | 2022 | Estados Unidos | Estados Unidos | Brasil               | República Dominicana | Puerto Rico |
| VII | 2023 | Puerto Rico    | Estados Unidos | México               | Puerto Rico          | Costa Rica  |

## MVPpor edición
- 2019 –  Janelly Ceopa
- 2017 –  Valerin Caravali
- 2015 –  Anahi Tosi
- 2013 –  Lais Vasques
- 2011 –  Priscila Bosio

## Medallero histórico
- Actualizado hasta Mexico 2019.

| # | País                 | Medalla de oro | Medalla de plata | Medalla de bronce | Total |
| - | -------------------- | -------------- | ---------------- | ----------------- | ----- |
| 1 | Argentina            | 2              | 0                | 0                 | 2     |
| 2 | Brasil               | 1              | 1                | 0                 | 2     |
| 3 | Colombia             | 1              | 0                | 0                 | 1     |
| 3 | Estados Unidos       | 1              | 0                | 0                 | 1     |
| 3 | Perú                 | 1              | 0                | 0                 | 1     |
| 5 | Puerto Rico          | 0              | 2                | 0                 | 2     |
| 6 | República Dominicana | 0              | 1                | 3                 | 4     |
| 7 | Cuba                 | 0              | 1                | 1                 | 2     |
| 7 | México               | 0              | 1                | 1                 | 2     |

### Medallero confederaciones
| Pos. | Confederación |   |   |   | Total |
| ---- | ------------- | - | - | - | ----- |
| 1    | CSV           | 5 | 1 | 0 | 6     |
| 2    | NORCECA       | 1 | 5 | 6 | 12    |